# 613 Ginevra
A 613 Ginevra egy a Naprendszer kisbolygói közül, amit August Kopff fedezett fel 1906. október 11-én.